# ウェザーニュースLiVE
ウェザーニュースLiVE（ウェザーニュースライブ）は、ウェザーニューズ（WNI）が2018年4月16日から運営している、ライブストリーミング形態の気象情報専門チャンネルである。

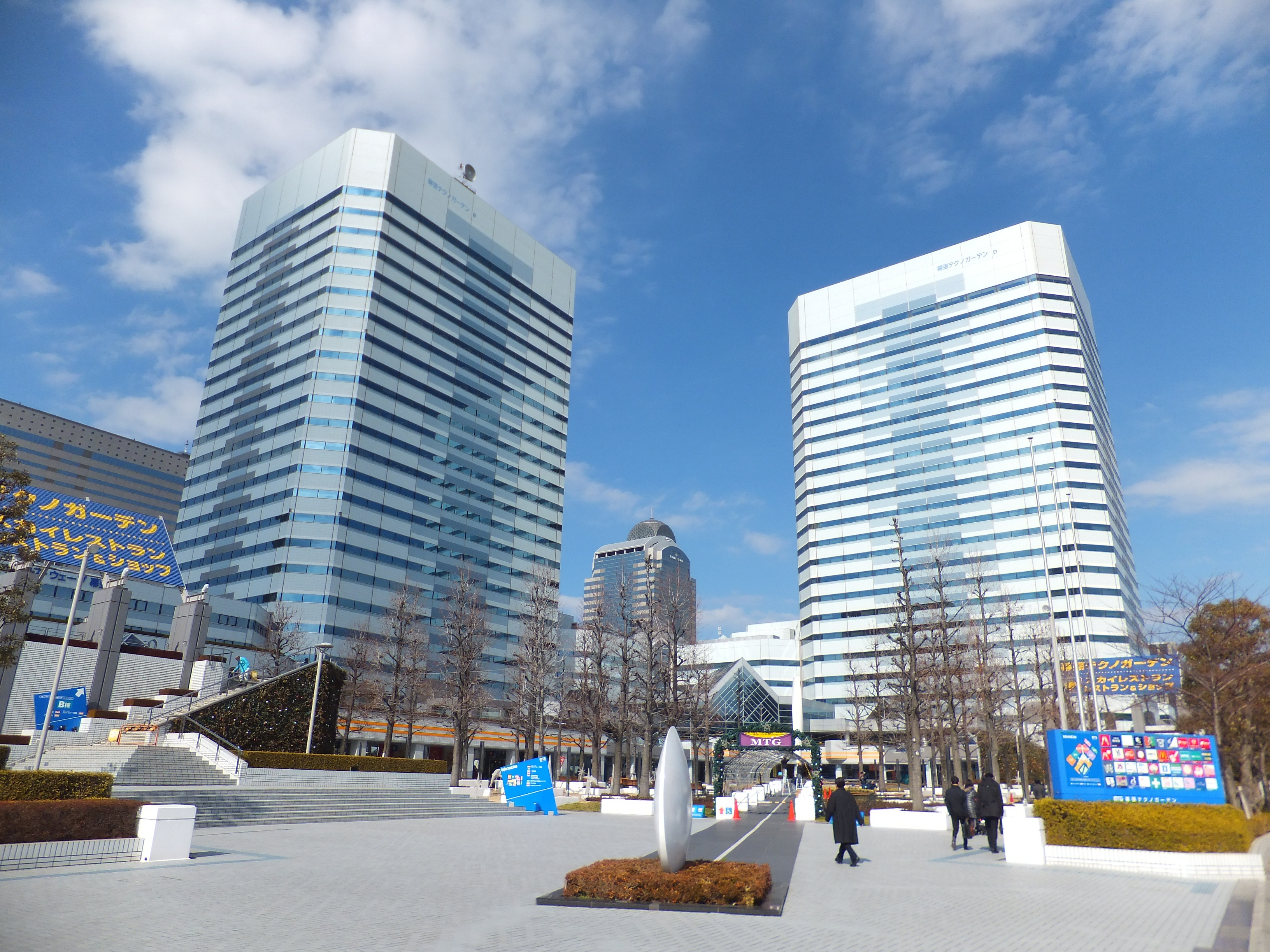
ウェザーニューズ本社・グローバルセンターとウェザーニュースLiVEのスタジオがある幕張テクノガーデン（幕張新都心）

ここでは、ウェザーニューズがウェザーニュースLiVEへのリニューアル前（2009年4月27日 - 2018年4月15日）に放送していたSOLiVE24（ソライブにじゅうよん）についても記述する。

## 概要
2009年4月27日午前9時より『SOLiVE24』として放送開始。千葉県千葉市美浜区の幕張テクノガーデンにある、同社WITHステーション内スタジオから（気象予報士解説など一部はグローバルセンターから）生送出されている。インターネット、モバイル端末（携帯情報端末(PDA)、携帯電話、スマートフォン等）で視聴可能。一部時間帯は、BSフジ（2K・4K）・BSよしもと・ワールド・ハイビジョン・チャンネル・地上波民放テレビ局・ケーブルテレビでもサイマル放送されている。
番組は、同社運営のスマホアプリ「ウェザーニュース」(旧「ウェザーニュースタッチ」)登録者から寄せられたウェザーリポート（投稿者周辺の気象現況と画像・動画）の紹介や、日本国内各地に設置したライブカメラでの天候状況、最新の気象現況・今後の予報見解を随時伝えている。
異常気象発生時、緊急地震速報の発令、地震発生時（推定される最大震度が3以上・不明の場合、または実際に観測された最大震度が3以上の場合）は、放送中の内容を中断して速報体制となるほか、発生した現地にWNIスタッフが赴いての生中継映像、前述のリポート投稿者の協力による携帯電話での動画（テレビ電話）生中継などを随時紹介。また、生中継カメラを各地に配して、気象現象の特集企画も放送している（後述）。本番組出演者の宇野沢達也もwithnews（朝日新聞社）の取材に対し、「この発信を受け取った人が身を守る行動を取ってくれれば命が助かるんです。いざという時に人の役に立つという使命感を持って、伝えきることを大切にしています」と述べている。なお、緊急性が高い内容であっても、異常気象、地震、津波などの自然災害以外については、速報体制は行なっていない。
各番組は30分毎フォーマットを採用し、放送開始当初は気象解説が中心の「SOLiVE」ゾーンとバラエティー企画が中心の「ソラマド」ゾーンを交互に、平日のみ24時間完全生放送で、2009年10月5日午前4時からは月 - 土曜は1日24時間、日曜日も1日20時間の生放送を実施していたが（2010年4月5日6時までBGMとジングルは初音ミクを採用していた。）、2010年4月5日午前6時からは番組名が「SOLiVE」に統一され、「ソラウタ」などのバラエティー企画を中心にして完全24時間生放送となった（2010年4月5日6時からはBGMにNash Music Libraryが利用されている）。2017年11月1日の改編以降は編成の方針によりバラエティー企画は控えめになる。 
2018年3月19日に「SOLiVE ムーン」で『SOLiVE24』の終了と『ウェザーニュースLiVE』へリニューアルが発表された。
2018年4月16日午前5時より気象解説を中心にした『ウェザーニュースLiVE』としてリニューアルされ、キャスターが出演する時間帯は基本的に全編がグローバルセンター内の特設スタジオより放送されている。
2019年7月8日午前7時よりグローバルセンター内スタジオを大幅リニューアルさせて、番組スタート。
2022年8月18日モーニングよりスタジオを移動。各種設備及びBGMを大幅リニューアルさせて、番組スタート。
女性週刊誌の女性自身（光文社）は視聴者がYouTubeのチャット機能を使ってコメントを投稿すると番組内で出演者が読み上げる場合があるなど、視聴者参加型のコンテンツも多いことから、熱烈なファンも多く、気象情報番組では異例の人気番組と評している。実際に2023年4月にはYouTubeの登録者数が100万人を突破しているほか、不定期でファンミーティングやコラボカフェも開催している。

## 視聴方法
特別番組のためダブルストリーミング放送がある場合、モバイル・PDA（以前はアプリ・BS910も）がメイン放送、WEBサイト上ではサブ放送となる。
|      | 日曜日                                | 日曜日                                | 月曜日                                | 月曜日                                | 火曜日                                | 火曜日                                | 水曜日                                | 木曜日                                | 金曜日                                | 土曜日                                |
| ---- | ------------------------------------- | ------------------------------------- | ------------------------------------- | ------------------------------------- | ------------------------------------- | ------------------------------------- | ------------------------------------- | ------------------------------------- | ------------------------------------- | ------------------------------------- |
| 3    | 00 BS12(60)                           |                                       |                                       |                                       |                                       |                                       |                                       |                                       |                                       |                                       |
| 4    |                                       |                                       |                                       |                                       |                                       |                                       |                                       |                                       |                                       |                                       |
| 5    | 00 BSフジ(30)                         | 00 BSフジ4K(30)                       | 00 BSフジ(30)                         | 00 BSフジ4K(30)                       | 00 BSフジ(30)                         | 00 BSフジ(30)                         | 00 BSフジ(30)                         | 00 BSフジ(30)                         | 00 BSフジ(30)                         | 00 BSフジ(30)                         |
| 6    | 30 BSよしもと(30)                     | 30 BSよしもと(30)                     | 00 三重テレビ[2](150)                 | 30 BSよしもと(30)                     | 00 三重テレビ[2](30)                  | 30 BSよしもと(30)                     | 00 三重テレビ[2](150)                 | 00 三重テレビ[2](150)                 | 00 三重テレビ[2](150)                 |                                       |
| 7    |                                       |                                       | 00 三重テレビ[2](150)                 |                                       |                                       |                                       | 00 三重テレビ[2](150)                 | 00 三重テレビ[2](150)                 | 00 三重テレビ[2](150)                 |                                       |
| 8    |                                       | 00 三重テレビ[2](30)                  | 00 三重テレビ[2](30)                  |                                       |                                       |                                       | 00 三重テレビ[2](150)                 | 00 三重テレビ[2](150)                 | 00 三重テレビ[2](150)                 |                                       |
| 9    |                                       |                                       |                                       |                                       |                                       |                                       |                                       |                                       |                                       |                                       |
| 10   |                                       |                                       |                                       |                                       |                                       |                                       |                                       |                                       |                                       |                                       |
| 11   |                                       |                                       | 40 三重テレビ[2](49)                  | 40 三重テレビ[2](49)                  | 40 三重テレビ[2](49)                  | 40 三重テレビ[2](49)                  | 40 三重テレビ[2](49)                  | 40 三重テレビ[2](49)                  | 40 三重テレビ[2](49)                  |                                       |
| 12   |                                       |                                       |                                       |                                       |                                       |                                       |                                       |                                       |                                       |                                       |
| 13   |                                       |                                       |                                       |                                       |                                       |                                       |                                       |                                       |                                       |                                       |
| 14   |                                       |                                       |                                       |                                       |                                       |                                       |                                       |                                       |                                       |                                       |
| 15   |                                       |                                       | 50 三重テレビ[2](70)                  | 50 三重テレビ[2](70)                  | 50 三重テレビ[2](70)                  | 50 三重テレビ[2](70)                  | 50 三重テレビ[2](70)                  | 50 三重テレビ[2](70)                  | 50 三重テレビ[2](70)                  |                                       |
| 16   |                                       |                                       | 50 三重テレビ[2](70)                  | 50 三重テレビ[2](70)                  | 50 三重テレビ[2](70)                  | 50 三重テレビ[2](70)                  | 50 三重テレビ[2](70)                  | 50 三重テレビ[2](70)                  | 50 三重テレビ[2](70)                  |                                       |
| 17   |                                       |                                       |                                       |                                       |                                       |                                       |                                       |                                       |                                       |                                       |
| 18   |                                       |                                       |                                       |                                       |                                       |                                       |                                       |                                       |                                       |                                       |
| 19   |                                       |                                       |                                       |                                       |                                       |                                       |                                       |                                       |                                       |                                       |
| 20   |                                       |                                       |                                       |                                       |                                       |                                       |                                       |                                       |                                       |                                       |
| 21   |                                       |                                       |                                       |                                       |                                       |                                       |                                       |                                       |                                       |                                       |
| 22   |                                       |                                       |                                       |                                       |                                       |                                       |                                       |                                       |                                       |                                       |
| 23   |                                       |                                       |                                       |                                       |                                       |                                       |                                       |                                       |                                       |                                       |
| 24   |                                       |                                       |                                       |                                       |                                       |                                       |                                       |                                       |                                       |                                       |
| 備考 | [2]マルチチャンネル ( )放送時間（分） | [2]マルチチャンネル ( )放送時間（分） | [2]マルチチャンネル ( )放送時間（分） | [2]マルチチャンネル ( )放送時間（分） | [2]マルチチャンネル ( )放送時間（分） | [2]マルチチャンネル ( )放送時間（分） | [2]マルチチャンネル ( )放送時間（分） | [2]マルチチャンネル ( )放送時間（分） | [2]マルチチャンネル ( )放送時間（分） | [2]マルチチャンネル ( )放送時間（分） |

### 地上波放送・ケーブルテレビ局
- 2011年7月1日より三重テレビ放送 （MTV）の地上波デジタル放送サブチャンネル（072ch）で、SOLiVE24の部分サイマル放送が開始された。2020年3月現在、『ウェザーニュースLiVE・モーニング』『ウェザーニュースLiVE・サンシャイン』の一部（月-金曜日 6時 - 8時30分）、『ウェザーニュースLiVE・コーヒータイム』の一部（月-金曜日 12時 - 12時29分）、『ウェザーニュースLiVE・アフタヌーン』の一部（月-金曜日 15時20分 - 17時）がサイマル放送されている[27]。
  - ただし、「旬感☆Mie」「三重県知事記者会見」などの放送で本番組が中断・休止となる場合がある。
  - 休祝日および年末年始（12月29日 - 1月3日）はサブチャンネルの放送が休止されるため、本番組も休止となる。
  - 荒天時や編成変更の際、フィラーとして放送する場合もある。
  - 夏の高校野球三重大会中継の早終了に伴い、『ウェザーニュースLiVE・イブニング』の一部が放送されることがある。
  - 三重テレビで放送されていた「岡三ウェザーニュース」はウェザーニュースとは無関係である。
  - 『ウェザーニュースLiVE・アフタヌーン』について、2024年11月5日からは株式市況番組である『東京マーケットワイド・後場』（STOCKVOICE制作）の放送時間拡大に伴い[注釈 8]、放送時間を15時50分 - 17時に変更した[29]。
- ケーブルテレビのJ:COM各局の独自放送である「J:COMチャンネル」の「お天気情報」（月-日 7時 - 7時40分など）を内包する形で時差放送が行われている局がある。STBにアプリはあるが情報のみのため視聴はできない。タブレット向けにアプリがあるが、製作はweathernews、アイコンも同じだがJ:COMのアプリなので視聴は純正アプリをダウンロードしないといけない。

### 衛星放送
- BSフジ（2K）
  - 『BSフジ×ウェザーニュース』（毎日 5時  - 5時30分）として、『ウェザーニュースLiVE・モーニング』の部分サイマル放送を行っている[注釈 9][30]、ただし、「わがまま!気まま!旅気分」などの放送で本番組が休止となる場合がある。
- BSフジ 4K
  - 開局翌日の2018年12月2日放送分から2K放送と同じ放送時間で部分サイマル放送（4K解像度へのアップコンバート放送）を開始したが、2019年10月1日からは火-土曜日の同時間帯で前日放映分の『BSフジLIVE プライムニュース』の再放送を開始したため、日曜日と月曜日の同時ネットのみに縮小された[31]。
- BSよしもと
  - 2022年7月1日から『ウェザーニュースLiVE』（毎日 6時30分 - 7時）として、『ウェザーニュースLiVE・モーニング』の部分サイマル放送を行っている[注釈 10][33]。
- BS12 トゥエルビ
  - 2022年10月2日（1日深夜）から『ウェザーニュースLiVE』（毎週日曜日（土曜日深夜）3時 - 4時）として、『ウェザーニュースLiVE・ミッドナイト』の部分サイマル放送を行っている[34]。

### モバイル
- 2009年5月11日よりNTTドコモの携帯電話（FOMAシリーズ）向けに動画配信を開始している（jigムービープレーヤーのダウンロードが必要、パケット定額制推奨）。

### WEBサイト
- 異常気象などが起きた場合、マルチ編成（ダブルストリーミング）が行われる場合、流星群特番『SOLiVE スター』は流星群特設サイト上の放送となる。
- 2016年9月30日より、同日で放送終了したBS910ch「ウェザーニュース」の画面デザインを踏襲した、WEB版「ウェザーニュース SOLiVE24」を開始した。番組生動画と、同時進行中のチャットの内容閲覧、ソラボタンへの参加、郵便番号入力によるピンポイント天気（3時間ごとの天気と週間天気）のチェックができる[35]。

### PDA・スマートフォン
- アプリケーション
  - フェンリルと共同開発している、iPhoneおよびiPod touch用天気予報アプリ「ウェザーニュース」[注釈 11]でも、2010年2月12日のバージョンアップ（Ver1.5.0）によって、生放送の視聴が可能になった（各社通信網、Wi-Fiに対応）[36]。また、iPadでも「ウェザーニュース」の利用や当番組の視聴が可能であることが確認されている[注釈 12]。
  - 2010年4月1日からNTTドコモのAndroidスマートフォンであるXperiaの発売に合わせてサービスを開始した、Android用天気予報アプリ「ウェザーニュース」でも当番組の視聴が可能となっている[37]。
- スマートフォンサイト
  - 2011年11月18日に開設されたウェザーニューススマートフォンサイト内「SOLiVE24ch.」にてアプリケーションを起動せずブラウザ経由で視聴できるようになった。

### 動画配信
- 2010年4月5日午前6時放送開始の『SOLiVE モーニング』からYouTubeでの時差アーカイブ配信がスタートした（詳しくは外部リンクを参照）。放送の同録も兼ねており、放送内でアーカイブ映像が流されることがある。
  - ただし、技術的なトラブルが発生したため、2010年4月6日放送の『SOLiVE Asia』を最後に配信を一時ストップしていたが[38]、配信方法を調整した上で、同日の『SOLiVE ムーン』から再開した[39]。2010年4月23日放送の『SOLiVE モーニング』を最後に再度配信が一時停止してしまい、ウェザーニューズではYouTubeの親会社である、Googleと共同で復旧を急いだ結果[40]、翌日24日放送の同番組から配信を再開した。なお、2010年4月5日 - 4月23日の配信停止までは生放送から約6分後の配信だったが、4月24日からの配信再開以降は約2時間後での配信となっている[注釈 13]。なお、このトラブル以降も自動アップロードが停止し、不定期のアップとなる場合がある。
- 2014年11月10日からはYouTube Liveでの生配信がスタートした。
  - 2023年3月25日放送の『ウェザーニュースLiVE・イブニング』からユニバーサルミュージック・ビクターエンタテインメント・ポニーキャニオン・ビーイング所属のアーティストの楽曲を紹介する『ウェザーミュージック』[41][注釈 14]のコーナーが開始されたことに伴い、『ウェザーニュースLiVE・アフタヌーン』以降、YouTube Liveでの動画配信の方法が4時40分ごろ - 14時ごろ、13時50分ごろ - 翌日5時ごろだったのが、各番組毎に変更された[注釈 15]。
- 2016年11月14日21時より、「Periscope」でのライブ配信を開始、運営会社であるTwitterの都合により、2021年3月31日でサイトは終了したが[42]、Xのライブ放送機能としては継続している。
- 2020年10月15日より、「TikTok」でのライブ配信を開始[43]。
- 2022年9月29日より、楽天グループの動画配信サービス「Rチャンネル」でのライブ配信を開始[44][注釈 16]。
- 不定期ではあるが、ヤフーの協力により、Yahoo!ニュースの特設サイトにて、一部の天体特別番組[注釈 17]のライブ配信を行っている。
- 地震などといった、災害発生時はニュース専門チャンネルのABEMA NEWSでも同時配信する場合がある[注釈 18]。また、2021年3月29日から「ABEMA」にて、オリジナル番組の配信を開始している（後述）[58]。

### その他
- ラゾーナ川崎プラザ[注釈 19]や那覇空港、東急ハンズ新宿店[59]やケーズデンキの一部店舗でも当番組を視聴することができる。また、災害時の支援やイベントなどの理由で山口県防府市の避難所や多摩六都科学館[60]などの施設でも一時的に当番組を放映したことがある。
- 2024年7月27日夜、全国11施設[注釈 20]のイオンシネマで有料でのライブビューイングを行った[61]。

### 過去に放送・配信していた媒体
- 開始当初からウェザーニューズのサイトよりPC用閲覧ソフトウェア「ソラマド」をダウンロードすると視聴できていた（無料）[62]。
  - 2009年8月24日 動画ウィンドウとソラチャットのみに機能を限定した"ソラマド lite" [Ver.2.05lite] がリリースされた（無料）。
  - 2009年10月5日 ソラマドアプリ Ver.3.00よりウェザーニューズ会員（315円会員）[注釈 21]は「高画質モード」表示機能が追加された。
  - 2010年4月4日 ソラマドアプリ Ver.4.00より絵を描くことで番組に参加できる「ソラキャンバス」機能が追加された。ただし、"ソラマドlite" [Ver.4.00lite] は「ソラキャンバス」機能がない。
  - 2011年1月1日 ソラマドアプリ Ver.5.00よりSOLiVEの海外向け放送の視聴やチャットに参加することができるようになった。
  - 本ソフトを動かす際にベースとなっていたAdobe AIRが2021年1月から開発並びにサポートがアドビからハーマン・インターナショナル（サムスンの子会社）に移管されることから、2020年12月31日でソラマドのダウンロードとサポートを終わらせることを同年11月20日に発表[63][64]。また、不具合の対応もできなくなることから同アプリへの配信も2021年1月12日に終了した[65]。
- 2009年5月1日から2016年9月30日まではウェザーニューズが運営するBSデジタル放送で同時放送を行っていた[66]。

- 2009年10月5日より、同日付で刷新されたパソコン向け公式サイト「SOLiVE24 ch.」にて、番組生動画と、同時進行中のチャットの内容を閲覧できるようになった。本サイトを閲覧する際にベースとなっていたAdobe Flash Playerが2020年12月31日でサポートを終了し、コンテンツ自体も2021年1月12日以降に無効化することから、本サイトも同日付で閲覧できなくなった[67]。
- テレビ神奈川 （tvk） では、2009年7月6日より2013年3月29日まで『SOLiVE モーニング』（月-金曜日 7時 - 7時24分 後に月-金曜日 6時30分 - 6時55分）が部分サイマル放送されていた[68]。また、深夜帯にM3体制となっている場合フィラーとしてサイマル放送を行う場合があった。
- KDDIの子会社である、メディアフロージャパン企画が沖縄県にて実施している、携帯端末向けマルチメディア放送（MediaFLO方式）の実証実験に本番組を提供しており、2011年3月31日の実験終了まで行われた[69]。
- 2012年4月2日からNTTドコモグループのスマートフォン向け放送局「NOTTV」にて、本番組の一部を供給していた[30]。2016年6月30日でNOTTVがサービス終了することに伴い、同日で同放送局での放送を終了した[70]。
- 2015年11月2日からはそれまで『ウェザーニュース update』前後の30分、および特別番組・M2・M3時のみの配信だったニコニコ生放送でも24時間配信を開始（ただし、ニコニコ生放送自体のメンテナンス中や、毎日6時55分 - 7時（2017年2月19日以降。同年2月18日までは毎日5時55分 - 6時。2020年5月時点では1時が放送区分のため、その直前は配信枠を確保するため中断）。
  - ただし、緊急性（M2・M3で長期に及ぶ場合）がある時はニコニコ生放送・公式として配信されるためメンテ中以外は上記の区分はない。第2チャンネルもある[71]が2020年5月現在、全く利用されていない。
  - 2024年6月8日未明にニコニコの運営サーバーにサイバー攻撃があり、同サービスが利用不可となったため、本番組が視聴出来ない状態となった[72]。同年8月5日、運営会社であるドワンゴはニコニコ生放送を再開[73]。台風5号関連の情報を伝える関係上、同月12日12時30分から同月13日9時30分までの間、公式番組として、ライブ配信を行った[74]。その後はニコニコ生放送での配信を行っていなかったが、ウェザーニューズは同年10月31日に同サービスでのライブ配信は行わないことを発表した[75]。
- 2016年1月5日より、TOKYO MXの動画配信サービス「エムキャス」でのライブ配信を開始[76]。2023年9月30日までにライブ配信終了。
- 2016年1月21日より、「AmebaFRESH!」（→「FRESH LIVE」）でのライブ配信を開始[77]。しかし、運営会社であるサイバーエージェントの都合により、2020年11月30日23時で配信を終了した[78]。
- 2016年4月14日より、「LINE LIVE」でのライブ配信を開始[79]。同サービスにてオリジナル番組の配信も行っていたが（後述）、2018年4月1日で終了した。その後、運営会社であるLINEの都合により、2023年3月31日までにライブ配信を終了した[注釈 22][80]。
- 2016年頃[注釈 23]から2023年3月24日まで、「Facebook」でのライブ配信を行っていた[82]。
- 2020年1月18日より、「Twitch」でのライブ配信を開始。2023年4月までにライブ配信を終了した[注釈 24]。
- 2021年3月27日より同9月30日まで、「Mildom」でのライブ配信を行っていた[84]。
- 2023年2月1日より、「楽天インフォシーク」でのライブ配信を開始[85]。2023年10月3日をもって終了[86]。
- 2025年3月6日は中央酪農会議の協賛により、『5時に夢中!』（東京メトロポリタンテレビジョン（TOKYO MX）制作）とのコラボレーション番組『5時に夢中!スピンオフ特番 ミルクにモ～夢中! TOKYO MX×ウェザーニュース×高嶺のなでしこ』を20時45分 - 21時25分の間、TOKYO MX（MX1）との同時放送を実施した[注釈 25][89][90]。

## 番組への参加
各種配信プラットフォームからアカウント取得し、ログイン等を済ませた上で、コメントで参加できる。
各番組では、チャットの書き込みの一部をピックアップして、番組画面上にテロップ表示している。チャットは日本語以外にも、中国語、韓国語、英語も使用でき、番組中でも多言語のテロップ表記に対応している。
「ソラチャット」のチャットウインドウ内に設けられた4択の「ソラボタン」と、デジタル放送の4色リモコンボタンで、キャスターから出されたアンケートに回答することができる（2009年7月2日より実施、BSデジタル・tvkデジタル放送は7月6日より、2010年1月14日からはNTTドコモの携帯電話（FOMAシリーズ）でも開始した。ただし、BSデジタル・tvkデジタル放送は、テレビ受像機のLAN接続と一部のケーブルテレビ回線のみ対応）。2012年4月よりSOLIVE24携帯サイトより、2016年10月より「webソラボタン」より参加が可能になった。
結果はリアルタイムで集計され、番組内で発表している。また、日本列島をマップ上にし、地域別の統計を番組内で発表することも可能となっている。
ソラボタンの名称は、2019年7月8日のリニューアルからは「ウェザーニュースLiVE アンケート」になっている。
このシステムは、以下の地上波民間放送局のニュース・情報番組でも活用されている。
1. 『おはよう朝日です』（ABCテレビ）内の気象情報コーナー「近畿のみんなでソラをライブ」（2010年3月29日より）[93]
2. 『tvk NEWSハーバー』・『ニュース930』（共にtvk）内の気象情報コーナー「ウェザーニュース」（2010年9月1日より2013年3月29日まで）[94]
3. 『グッド!モーニング』[注釈 27]（テレビ朝日制作、ANN系列全国ネット（福井・東海・関西・福岡・宮崎地区を除く[注釈 28][注釈 29]）にて放送）内の気象情報コーナー「みんなでソラをライブ」（2010年10月4日より[95]
4. 『ドデスカ!』[注釈 30]（メ〜テレ）内の気象情報コーナー「東海のみんなでソラをライブ」（2010年10月4日より）[96]
5. 『バラいろダンディ』（東京メトロポリタンテレビジョン）内の気象予報コーナー「バラいろ天気予報」

### 切り抜きガイドライン
以前から本番組の映像を切り抜いてSNSや動画配信サイトなどに二次利用することも黙認されており、それらの動画や画像の拡散により本番組の認知度や参加者が増えるという相乗効果をもたらしていた。これを受けてウェザーニューズは2021年4月、二次配信を容認すると共に不適切な投稿を防止する観点から切り抜き素材に関するガイドラインを制定した。2021年8月10日には収益化に関する内容が更新された。切り抜き動画の中には3000万回を超える再生回数を記録した動画も存在する。
2023年10月からは、切り抜き動画の中からウェザーニューズ側がピックアップしたものを放送する「切り抜きライブラリー」企画も深夜帯で行われており、2024年4月には「切り抜きライブラリー」の放送を山岸愛梨と共にYouTube上で同時視聴する企画も行われた。

## 番組概要

### スタジオ
- Bスタジオ
  - 幕張テクノガーデンのB館2階のWNI SITEにあるクロマキー専用スタジオ。
  - ウェザーニュースNG[103]・weathernews LiVE・特別番組、公式Tiktokの撮影などで使用されている。
- Cスタジオ
  - 幕張テクノガーデンのB館2階のWNI SITEにあったスタジオ、通称「ソラスタ」。
  - 2010年4月・2011年12月[104]・2012年9月[105]にはセットがリニューアルされた。
  - 2009年4月27日から2010年4月4日までは「ソラマド」ゾーンの番組で使用。
  - 2012年1月9日から2018年4月15日までは全ての番組が2階Cスタジオからの送出となり、予報センターは番組内で随時中継挿入をし、番組を補完する位置づけとなっている[注釈 31]。
  - ガチャピンがゲストに出た際、よりにもよってクロマキーの色と同じため透明になったり青くなったりした[106]。
  - 2018年4月16日からの「ウェザーニュースLiVE」では夜の21時30分頃から23時までCスタジオから放送。
  - 2019年1月18日の「ウェザーニュースLiVE・モーニング」は6時台のみ（予報センター内スタジオの機材トラブルの関係）、2019年2月10日には幕張テクノガーデンの法定停電の関係で全編Cスタジオから放送した。
  - 2019年5月27日から7月8日6時30分までは予報センター内スタジオのリニューアル工事のため、全編Cスタジオからの放送となる。
  - 2019年7月8日7時以降、Cスタジオの使用は終了、2021年12月の時点でCスタジオは撤去されている[107][108][109]。
- グローバル予報センター（GPEC、通称：予報センター）
  - 幕張テクノガーデンのB館23・24階にある。
  - 2009年4月27日から2010年4月4日までは「SOLiVE」ゾーンの番組で使用。
  - 2018年4月16日から2019年5月26日までの「ウェザーニュースLiVE」では朝の5時から夜の21時30分頃までは予報センター内からの放送。
  - 2019年7月8日7時からは予報センター内スタジオがリニューアルされた[110]。ビッグと呼ばれる大型モニター（気象解説と特集ゲストとのトークを行うスペース）とツインと呼ばれる2画面モニター（キャスターのクロストークと一部のコーナーの進行を行うスペース）が設置された[111][112]。
- 新スタジオ（正式名称不明）
  - 2022年8月18日5時からスタジオを移動、大幅リニューアルを行った[19]。メインセット/縦型モニターセット/大型モニターセット/クロマキースタジオの4つのスタジオセットが設けられているほか、予報センターに隣接しシームレスに接続する[113]。

### HDTV化
- 2010年4月27日放送の『SOLiVE トワイライト』より、HDTV化を実施した。
  - 既に各放送機材はHDTVに対応している（ただし、ウェザーニューズ・グローバルセンターがある幕張テクノガーデン屋上に2台設置されている、お天気カメラについては、同年12月にHDTV対応した[114]）。また、HDTV化はインターネットだけではなく、BSフジ、テレビ神奈川（tvk）向けの放送にも対応している[115]。
  - なお、HDTV化に伴う放送機器メンテナンスのために、直前の『SOLiVE Asia』と『SOLiVE ミッドナイト』は休止。該当時間帯はインターネット・BSデジタル放送は『ウェザーニュース[注釈 32]』やお天気カメラからの幕張新都心の夜景を放送、YouTubeは配信停止となった。
  - BSデジタル放送（910ch）については、映像伝送帯域の関係で、標準画質のワイド放送となっている[注釈 33]。また、公式サイトの「SOLiVE24ch.」は遅らせながらも2010年12月に16:9比率に移行を完了。
  - YouTube Liveは、当初からHD配信を行っていたが、一部のコーナー・総集編・特番はHD画質で、通常のアーカイブは2018年2月1日までは標準画質であった、同日にHDに移行した。

## 番組スケジュール
- 24時間放送（5時基点）で、全番組で30分毎のフォーマット編成を実施。[注釈 34]。
2010年4月5日からは完全24時間生番組の放送となる[注釈 35]。
- 荒天時は、番組内容が変更となる場合がある（後述）。
- ADVANCED WEATHER REPORT、SOLiVE スターなど特別番組が構成される場合は、番組表が以下とは異なる。
- 地震発生時（推定される最大震度が3以上・不明の場合、または実際に観測された最大震度が3以上の場合）は番組を中断し、5時 - 23時は番組担当のキャスターが、キャスターが出演していない23時 - 5時は予報センターの気象予報士及び自動音声で最新情報を伝える。番組中に23時を超える場合はキャスターがそのまま延長して担当することがある。
- 不定期にCMとスポンサー企業とウェザーニュースLiVEのキャスターがコラボしたPVが流れる[注釈 36]。

※キャスターの担当曜日・番組は流動的であるため、当日の担当キャスターについては公式サイトの番組表を参照のこと。
2019年7月8日 - 
| 時刻           | 月曜 - 日曜                                                                                   |
| -------------- | --------------------------------------------------------------------------------------------- |
| 05:00 ｜ 08:00 | ウェザーニュースLiVE・モーニング                                                              |
| 08:00 ｜ 11:00 | ウェザーニュースLiVE・サンシャイン                                                            |
| 11:00 ｜ 14:00 | ウェザーニュースLiVE・コーヒータイム                                                          |
| 14:00 ｜ 17:00 | ウェザーニュースLiVE・アフタヌーン                                                            |
| 17:00 ｜ 20:00 | ウェザーニュースLiVE・イブニング                                                              |
| 20:00 ｜ 23:00 | ウェザーニュースLiVE・ムーン (木曜日は20時〜22時まで。 22時〜23時まではウェザーロイドの時間） |
| 23:00 ｜ 05:00 | ウェザーニュースLiVE                                                                          |

### これまでの基本番組編成
※番組内容、出演者などの詳細は、各番組記事を参照

## 出演者

### その他のSOLiVE24→ウェザーニュースLiVE出演者
- 石橋知博[注釈 40]
- 村田泰謁[注釈 41]
- 根来武志[注釈 42]
- 福嶋貫太郎[注釈 43]
- 須田浩子[注釈 44]
- 森田清輝[注釈 45]
- 宇野沢達也[注釈 46]
- 福吉貴文[注釈 47]

### 主な気象予報士・解説員
【2023年8月時点】

出演（担当）者は、改編や所属・担当部署変更の際、異動があるため、記載の者が出演（担当）しない場合もある。
- 予報センター内スタジオ解説担当[注釈 48]
  - 山口剛央（地象センター・交通気象センター兼務）（愛称はぐっさん）
  - 宇野沢達也（愛称は監督）
  - 芳野達郎（愛称はよしのん）
  - 内藤邦裕
  - 森田清輝（愛称は組長）
  - 本田竜也
  - 飯島栄一（愛称はジマさん）

### 鉄道・道路気象
- 有賀哲夫
- 高畑謙彦
- 栗原浩太郎
- 山下幸宏
- 三浦英和
- 辻岡直也
- 上島光雄
- 渡部一真
- 佐藤修一
- 鈴木孝宗
- 加藤悠介

- 堀江信夫
- 清水隆雄
- 鵜飼啓之
- 山口隆志
- 吉永創
- 川邊智一
- 高嶋ルミ子
- 飯田和雄
- 小津慎吾

### 航空気象
- 小倉宙造
- 高森美枝
- 細井徳明
- 早崎智彦
- 鶴田由美子

- 小塚美由紀
- 芦刈貴義
- 柴崎真
- 西村瑞紀
- 村瀬瞳

### 船舶気象
- 河邉照之

### ソラミッションチーム
- 増山晴久
- 須田浩子（ソラミッション運営）
- 正岡慶子
- 隆武亨
- 柳井剛
- 畠山清佳[注釈 49]
- 中西理恵子
- 金澤美郁
- 中村美香
- 佐藤奈津美
- 當眞未来

### ソラをライブチーム
- 吉田一成
- 谷口晃二
- 青木井堀
- 小澤綾
- 船盛泉

### かつて出演していた気象予報士・コーナー解説担当者
- 須山洋治
- 安部大介
- 坂本晃平
- 浜俊一
- 森口哲夫
- 小津慎吾
- 小池由高
- 柳博
- 大澤慎吾
- 寺尾直樹（2009年4月27日 - 2010年2月28日、2020年4月現在はNHK名古屋放送局「まるっと!」気象キャスター）
- 田口裕美[注釈 50]
- 原田健成[注釈 51]
- 園田憲治
- 町田修一[注釈 52]
- 草田あゆみ
- 瀧尚子（地象センター）
- 穂川果音[注釈 53]

- 山下裕也
- 永井友理
- 柳井剛
- 石河大
- 川畑玲（キャスターに転身）
- 喜田勝
- 予報センター内デスク解説担当[注釈 54]
  - 村上ひかる
  - 吉井憲一
  - 新村周平
  - 山上和浩
  - 松山裕一

### キャラクター
| 名前                   | 出演期間        | 備考                                                                                            |
| ---------------------- | --------------- | ----------------------------------------------------------------------------------------------- |
| WEATHEROID Type A Airi | 2012年4月13日 - | キャスターの山岸愛梨をモデルにしたアンドロイド系お天気お姉さん 愛称はアイリン・ウェザロ・ポン子 |

## 異常気象時の速報対応
ウェザーニュースは、気象情報の24時間生放送番組として、異常気象時（特にウェザーニューズが独自に設定した災害レベル「Mスケール」の規定のうち、最も上の「警戒レベル」（M3）となった場合）は災害情報を最優先に放送しており、これに伴って、「減災プログラム」として各番組も短縮・休止や、番組内容を大幅変更する場合がある。
このMスケールのMはMitigation（＝減災）を意味しており、以下の3つに分類されている。
- 通常レベル（M1）（青色）＝通常の状況。
- 注意レベル（M2）（黄色）＝生活に影響が出るレベル。大雨・大雪、猛暑、最大震度5弱程度以上の地震、津波注意報の発表など。この場合は通常の進行をしながら災害情報などを届ける。ウェザーロイドの番組や一部のバラエティー企画は中止、または短縮されることがある。
- 警戒レベル（M3）（赤色）＝人命や財産に影響が出るレベル。災害級の豪雨・豪雪、最大震度5強程度以上の地震、大津波警報・津波警報の発表など。この場合は通常進行を一切取りやめ、災害情報を終始届ける。

## 異常気象・災害時以外の特別編成
異常気象・災害時以外においても、気象現象、ウェザーニューズが関係する事象について、特別編成として各番組内に折り込まれたり、既存の番組が休止・短縮となる場合がある。

## 公式サポートソングプロジェクト
「SOLiVE24」と歌手がコラボレーションして、楽曲を作成するプロジェクトのことである。通称「ソラウタ」と呼ばれている。

## 姉妹番組

### ニコニコウェザーニュース
ニコニコ生放送で放送。主にSOLiVE24のキャスターなど数名が週替わりで担当する。内容は天気解説やフリートークなど。
原型は、2012年11月12日からニコニコ生放送で不定期に放送していた「【お天気お姉さんがニコ生やってみた】ウェザーニュース」という番組。
2013年4月29日からは「ニコニコウェザーニュース」にリニューアルし、平日に週数回放送。2013年11月25日からは「ニコニコウェザーニュースシーズン5」に再リニューアルし、週7回の放送となった。2014年11月18日からは「ニコニコウェザーニュース3」に再リニューアルし、毎週火曜日22時からの2時間ほどの放送になった。2015年11月24日からは「ニコニコウェザー4」にリニューアルし、毎週火曜日21時からの放送となった。2016年11月22日からは現在の「ニコウェザー5（GO）」にタイトルを変更した。
2017年11月1日からの番組改編により、番組休止となった。

### LINE LIVE ウェザーニュース
2016年4月25日よりLINE LIVE「ウェザーニュースLIVE」チャンネルで放送開始。2018年4月の番組改編実施に伴い、オリジナル番組は終了になった。

### ウェザーモーニングニュース・ウェザーナイトニュース
2016年10月17日よりLINE LIVE内「LINE ニュース」チャンネルで放送開始。時間は『モーニング』が8時 - 8時15分、出演は、『モーニング』は当日のSOLiVEサンシャインの担当キャスター、2018年4月の番組改編実施に伴い、番組終了となった。

### ダイキン空気予報
2021年3月29日から『ABEMA』にて配信開始。ダイキン工業による一社提供で翌日の天気予報や空気予報などを伝えている。2022年9月30日までは『ぴちょんくん天気予報』のタイトルで配信していた。

### #通勤タイパ
KDDIとの協業により、2025年4月1日から各種動画配信サービス及びSNSにて配信開始したショートコンテンツ。ウェザーニュースキャスターが気象情報を短時間で伝えると共にエンタメや学びなどといった情報も併せて提供する。

## スタッフ
番組開始当初は制作にフジテレビジョンが協力していた。
- 総合プロデューサー - 石橋知博（ウェザーニューズ社長） - 執行役員時代には「バシ」の名で『SOLiVEスター』に出演。『weathernews LiVE』にも出演していた。
- プロデューサー - 村田泰謁（ウェザーニューズ・WITHステーション） - 「SOLiVE24」時代は自身もキャスターとして特別番組の進行などを担当。
- 総合演出 - 福原伸治（フジテレビ情報制作局情報企画部）